# Longueur de chaîne cinétique
En chimie des polymères, la longueur de chaîne cinétique d'un polymère, ν, est le nombre moyen d'unités monomères qui s'ajoutent à une chaîne croissante durant la polymérisation en chaîne. Elle représente le nombre moyen de monomères qui réagissent avec un centre actif tel qu'un radical libre entre l'amorçage et la terminaison.
Cette définition est un cas particulier de la longueur de chaîne dans la cinétique chimique. Pour toute réaction chimique en chaîne, la longueur de chaîne est définie comme le nombre moyen de fois que le boucle fermé des étapes de propagation est répêtée. Elle est égale à la vitesse de la réaction globale divisée par la vitesse de l'étape d'amorçage à laquelle les porteurs de chaîne sont formés,. Par exemple, la décomposition de l'ozone en eau est une réaction en  chaîne qui a été décrite en fonction de sa longueur de chaîne.
Dans la polymérisation en chaîne, l'étape de propagation est l'addition d'un monomère à la chaîne en croissance. Le mot cinétique après longueur de chaîne signifie qu'il s'agit du nombre d'étapes réactionnelles dans la chaîne cinétique, plutôt que du nombre d'unités monomères dans la macromolécule finale, appelé le degré de polymérisation. En effet, la longueur de chaîne cinétique est un facteur parmi d'autres qui déterminent le degré moyen de polymérisation. La longueur de chaîne cinétique et donc le degré de polymérisation peuvent influencer certaines propriétés physiques du polymère, y compris la mobilité de chaîne, la température de transition vitreuse, et le module d'élasticité.

## Calcul
Dans la plupart des polymérisations en chaîne, les étapes de propagation sont beaucoup plus rapides que les étapes d'amorçage, de sorte que le temps de croissance de chaque chaîne est très courte comparée à la réaction globale de polymérisation. Pendant la croissance d'une seule macromolécule, les concentrations des réactifs et alors la vitesse de propagation demeurent effectivement constantes. Sous ces conditions, le rapport du nombre des étapes de propagation au nombre des étapes d'amorçage est égal au rapport des vitesses de réaction :
{\displaystyle \nu ={\frac {R_{\text{p}}}{R_{\text{a}}}}={\frac {R_{\text{p}}}{R_{\text{t}}}}}
où Rp est la vitesse de propagation, Ra est la vitesse d'amorçage de la polymérisation, et Rt est la vitesse de terminaison de la chaîne polymérique. La deuxième forme de l'équation est valable pour la polymérisation à l'état stationnaire, où les chaînes sont amorcées à la même vitesse qu'elles sont terminées (Ra = Rt).
Font exception les polymérisations dites « vivantes », auxquelles la propagation est beaucoup plus lente que l'amorçage, et la terminaison des chaînes n'a pas lieu jusqu'à l'ajout d'un agent désactivateur. Dans ces réactions, le réactif monomère est consommé lentement, et la vitesse de propagation varie et ne peut pas être employée pour obtenir la longueur de chaîne cinétique. Dans ce cas, la longueur à chaque instant est plutôt écrit comme :
{\displaystyle \nu ={\frac {[M]_{0}-[M]}{[I]_{0}}}}
où [M]0 – [M] représente le nombre d'unités monomères consommées, et [I]0 le nombre de radicaux qui amorcent la polymérisation. Lorsque la réaction est complète, [M] = 0, et alors la longueur de chaîne cinétique devient égale au degré moyen de polymérisation en nombre.
Aux deux cas la longueur de chaîne cinétique est une quantité moyenne, parce que toutes les chaînes polymériques dans une réaction donnée ne sont pas identiques en longueur. La valeur de ν dépend de la nature et la concentration du monomère et de l'amorceur impliqués.

## Relation au degré de polymérisation
Dans la polymérisation en chaîne, le degré de polymérisation dépend non seulement de la longueur de chaîne cinétique, mais aussi du type d'étape de terminaison ainsi que de la possibilité de transfert de chaîne.

### Terminaison par combinaison
La combinaison signifie tout simplement que deux radicaux se lient ensemble, ce qui détruit le caractère radical de chacun et forme une seule chaîne polymérique. En absence de transfert de chaîne, le degré de polymérisation moyen (DPn) est alors deux fois la longueur moyenne de chaîne cinétique.
{\displaystyle DP_{n}=2\nu }

### Terminaison par dismutation
La dismutation signifie le transfert d'un atome, généralement hydrogène, d'un radical macromoléculaire à un autre. Ce transfert laisse deux chaînes polymériques distincts, et le degré de polymérisation moyen est alors égal à la longueur moyenne de chaîne cinétique.
{\displaystyle DP_{n}=\nu }

### Transfert de chaîne
Certaines polymérisations radicalaires comprennent des étapes de transfert de chaîne, auxquelles un atome (souvent l'hydrogène) est transféré d'une autre molécule au radical polymère en croissance. La chaîne polymérique initiale est alors terminée et une nouvelle est amorcée. La chaîne cinétique n'est pas terminée si le nouveau radical peut ajouter des unités monomères. Cependant le degré de polymérisation est réduit parce que deux (ou plusieurs) macromolécules sont formées plutôt qu'une seule, et ceci sans modifier la vitesse de polymérisation qui dépend de la longueur de chaîne cinétique. Dans le cas de la terminaison par dismutation, le degré de polymérisation devient :
{\displaystyle DP_{n}={\frac {R_{\text{p}}}{R_{\text{t}}+R_{\text{tr}}}}<\nu ={\frac {R_{\text{p}}}{R_{\text{t}}}}}
où Rtr est la vitesse de transfert. Plus Rtr augmente, plus courte est la macromolécule finale.

## Importance
La longueur de chaîne est un déterminant important du degré de polymérisation, qui à son tour influence plusieurs propriétés physiques du polymère.
- Viscosité - Les enchevêtrements de chaîne ont une influence très importante sur le comportement d'écoulement visqueux des polymères. Lorsque la chaîne s'allonge, la mobilité de chaîne diminue parce les chaînes s'enchevêtrent les unes avec les autres.

- Température de transition vitreuse - Une augmentation de la longueur de chaîne entraîne souvent une augmentation de la température de transiton vitreuse, Tv. Les chaînes macromoléculaires sont alors plus enchevêtrées à une temprérature donnée, de sorte que la température ne doit pas descendre aussi bas pour que le matériau se comporte comme solide.

- Module d'élasticité - Les chaînes plus longues sont aussi associées à un matériau plus tenace avec un module d'élasticité (ou module de Young) plus élevé. L'interaction entre les chaînes produit un polymère plus raide.